# Октомври (филм)
„Октомври“ (на руски: Октябрь) е съветски исторически филм от 1927 година на режисьорите Григорий Александров и Сергей Айзенщайн по техен собствен сценарий.
Пропагандна продукция, посветена на десетгодишнината от Октомврийската революция, филмът описва свързаните с нея събития. Във филма почти не участват професионални актьори. Василий Никандров, работник от металургичен завод, изиграва първата в историята на киното роля на Владимир Ленин.
„Октомври“ е последният филм от тематичната трилогия на Айзенщайн за революционните вълнения в Русия, включваща още „Стачка“ („Стачка“, 1924) и „Броненосецът „Потьомкин“ („Броненосец „Потёмкин“, 1925).